# HD 9578
HD 9578 är en vid dubbelstjärna, belägen i den södra delen av stjärnbilden Bildhuggaren. Den har en skenbar magnitud av ca 8,35 och kräver åtminstone en stark handkikare eller ett mindre teleskop för att kunna observeras. Baserat på parallax enligt Gaia Data Release 2 på ca 17,8 mas, beräknas den befinna sig på ett avstånd på ca 183 ljusår (ca 56 parsek) från solen. Den rör sig närmare solen med en heliocentrisk radialhastighet på ca -4 km/s.

## Egenskaper
Primärstjärnan HD 9578 A är en gul till vit stjärna i huvudserien av spektralklass G1 V. Den har en massa som är ungefär en solmassa, en radie som är 111 procent av solradien och har ca 1,4 gånger solens utstrålning av energi från dess fotosfär vid en effektiv temperatur på ca 5 800 K.
En svag följeslagare, HD 9578 B, med gemensam egenrörelse upptäcktes 2015, belägen med en vinkelseparation av 3,245 ± 0,010 bågsekunder längs en positionsvinkel på 251,19 ± 0,10° från primärstjärnan, motsvarande en projicerad separation av 186 AE. Den är en röd dvärg med spektralklass på ~M4 och har en massa som uppskattningsvis är 0,21 gånger solens massa.

## Planetsystem
Upptäckten av en tänkbar exoplanet tillkännagavs i ett pressmeddelande i oktober 2009, kallad HD 9578 b. Den har en massa som är minst 0,62 gånger Jupiters massa. Det har ne omloppsperiod av 1,35 år i en bana med en halv storaxel på 1,27 AE.